# 臧贵妃
臧贵妃（生卒年不詳，南唐至宋初人），南唐後主李煜的宮人，也是宋太宗的妃嫔。臧氏生楚恭惠王赵元偁，扬国大长公主（和靖帝姬）、申国大长公主（慈明帝姬）。
李煜在978年去世後，臧氏入宋宫中。981年，生太宗第七子趙元偁。在988年前生下两女。太平兴国八年（983年）九月，自御侍封为县君。端拱二年（989年）四月，为正四品美人。至道三年（997年）七月，进正二品昭容。大中祥符六年（1013年）三月进顺仪，天禧二年（1018年）九月进淑仪，乾兴元年（1022年）四月进贵仪。臧氏何时逝世不详。
明道二年（1033年）十二月，追赠三品婕妤，庆历四年九月赠贵妃。 